# پژونک (شهرستان زوولنگ)
پژونک (به لهستانی:  Przyłęk) یک روستا در لهستان است که در گمینا پژونک واقع شده‌است.